# Michaela Rosen
Michaela Rosen (* 1956 in Wien) ist eine österreichische Schauspielerin.

## Ausbildung
Am Mozarteum in Salzburg absolvierte sie eine Schauspiel- und Opernausbildung, daneben nahm sie noch Unterricht im Klassischen Ballett an der Wiener Staatsoper sowie Modern und Musical Dance bei Arlene Erb in London.

## Karriere
Während ihrer Zeit am Theater in der Josefstadt, wo sie von 1980 bis 1991 Ensemblemitglied war, und am Wiener Volkstheater spielte sie in 45 Charakterrollen in Stücken von Strindberg, Gorki, Feydeau, Ödön von Horváth, Shakespeare und Schnitzler etc.

Die Schauspielerin ist seit 1991 freiberuflich tätig und tritt in Chansonprogrammen mit Liedern von Weill, Brecht, Brel, Tucholsky usw. auf.
Neben ihrer Tätigkeit im Theater hatte sie auch zahlreiche Auftritte in diversen Fernsehserien, wie Das Traumschiff, Der Alte und Derrick und spielte auch Rollen in mehr als dreißig Kino- und Fernsehfilmen, darunter 1983 Das gläserne Wappen unter der Regie von Susanne Zanke, Joseph Roths Romanverfilmung Tarabas (1981, Regie Michael Kehlmann) und auch Der Salzbaron (1994) unter der Regie von Bernd Fischerauer. Dafür wurde sie im Jahr 1994 als Beste Hauptdarstellerin für den Österreichischen Film- und Fernsehpreis nominiert.
Weiterhin war sie von 1996 bis 2000 Sprecherin des Dachverbandes der österreichischen Filmschaffenden, 1999 Mitherausgeberin der Publikation Standbild 1 (dies ist eine Bestandsaufnahme der gesetzlichen Rahmenbedingungen für den österreichischen Film) sowie in der Zeit von 1995 bis 1998 Mitglied des Gremiums zur Förderungsvergabe des Österreichischen Filminstituts 1995.
Sie unterrichtet am Max-Reinhardt-Seminar in Wien. Außerdem doziert sie an der Filmakademie Baden-Württemberg, an der HFF München und an der HFF Potsdam-Babelsberg. Michaela Rosen spricht neben Deutsch noch Englisch, Französisch und Italienisch.

## Film und Fernsehen
- 1979: Berggasse 19
- 1981–1984: Die tollen Nächte des Burli O. (Fernsehserie, 13 Folgen)
- 1983: Ringstraßenpalais (Fernsehserie, 2 Folgen)
- 1990: Tatort – Seven Eleven (Fernsehreihe)
- 1993: Der Salzbaron (Fernsehserie, 7 Folgen)
- 1994: Mesmer
- 1995: Alles außer Mord (Fernsehserie, Folge Das Kuckucksei)
- 1995: Schlafes Bruder
- 1996: Rache ist süß (Fernsehfilm)
- 1997: Comedian Harmonists
- 1997: Derrick (Fernsehserie, Folge Hölle im Kopf)
- 1997: Klassenziel Mord
- 1997–2006: Der Alte (Fernsehserie, verschiedene Rollen, 9 Folgen)
- 1998–2007: Siska (Fernsehserie, verschiedene Rollen, 4 Folgen)
- 1998: Die Straßen von Berlin (Fernsehserie, Folge Blutige Beute)
- 1998: Das Traumschiff – Argentinien (Fernsehreihe)
- 1998: Anwalt Abel – Todesurteil für eine Dirne (Fernsehreihe)
- 1999: Nichts als die Wahrheit
- 1999: Alphamann
- 1999: Der blonde Affe
- 2000: Tatort – Blaues Blut
- 2000, 2005: SOKO München (Fernsehserie, verschiedene Rollen, 2 Folgen)
- 2002: Tatort – Zartbitterschokolade
- 2003: Mit einem Rutsch ins Glück
- 2003: MA 2412 – Die Staatsdiener
- 2003: Tatort – Das Böse
- 2004: Polizeiruf 110 – Barbarossas Rache (Fernsehreihe)
- 2006: Bloch – Der Mann im Smoking (Fernsehreihe)
- 2007: Lilly Schönauer – Umweg ins Glück
- 2008: SOKO Köln (Fernsehserie, Folge Man liebt nur einmal)
- 2008, 2013: SOKO Donau (Fernsehserie, verschiedene Rollen, 2 Folgen)
- 2009: Inga Lindström – Wiedersehen in Eriksberg (Fernsehreihe)
- 2009: Kinder des Sturms
- 2009: Romy (Fernsehfilm)
- 2010: Ihr Auftrag, Pater Castell (Fernsehserie, Folge Die Priesterin)
- 2011: Inga Lindström – Wilde Pferde auf Hillesund (Fernsehreihe)
- 2013: SOKO Leipzig (Fernsehserie, Folge Wohlfühl GmbH)
- seit 2014: Neben der Spur (Fernsehreihe)
  - 2014: Adrenalin
  - 2014: Amnesie
  - 2016: Todeswunsch
  - 2017: Dein Wille geschehe
- 2015–2021: Die Bergretter (Fernsehserie)
- 2015: Blauwasserleben
- 2016: Hannas schlafende Hunde
- 2017: Schnell ermittelt (Fernsehserie, Folge Alice Leutgeb)
- 2017: SOKO Kitzbühel (Fernsehserie, Folge Vermächtnis)
- 2017: Donna Leon – Tod zwischen den Zeilen (Fernsehreihe)
- 2017: Das Testament
- 2018: Der Bergdoktor – Höhenangst (Fernsehreihe)
- 2019: Rosamunde Pilcher: Morgens stürmisch, Abends Liebe
- 2020: Liebe verjährt nicht (Fernsehfilm)
- 2021: Das Traumschiff – Seychellen
- 2022: Letzte Bootsfahrt (Fernsehfilm)
- 2023: Morin (Fernsehfilm)
- 2023: Allmen und das Geheimnis des Koi (Fernsehreihe)
- 2025: Happyland